# Galbert de Bruges
Galbert de Bruges (în limba latină: Galbertus notarius Brugensis), (n. ? - d. 1134) a fost un cleric și cronicar flamand. Administrator și notar al contelui Carol "cel Bun" de Flandra, el este cunoscut pentru scrierea sa în latină intitulată De multro, traditione et occisione gloriosi Karoli comitis Flandriarum, referitoare la asasinarea contelui Carol din 1127. În continuare, a lucrat în administrația contelui Guillaume Clito.